# レミ・ポリオル
レミ・ポリオル（Rémi Pauriol、1982年4月4日 - ）は、フランス、エクス＝アン＝プロヴァンス出身の元自転車競技、ロードレース選手。

## 来歴
2004年
- シントゥロ・デ・レムポルダ 総合優勝

2005年
- フランス選手権 アマロードレース 優勝

2006年、クレディ・アグリコルと契約を結んでプロ転向。
- ジロ・デ・イタリア 総合122位。

2007年
- ルート・アデリ・ド・ヴィトレ 優勝

2008年
- ツール・ド・フランス 総合80位。

2009年、コフィディスに移籍。
- グランプリ・ドゥヴェルテュール・ラ・マルセイエーズ 優勝
- グラン・プレミオ・ディ・ルガーノ 優勝
- ツール・ド・フランス 総合43位。

2010年
- ツール・ド・フランス 総合38位。
- ブエルタ・ア・エスパーニャ 総合73位。

2011年、FDJ（現 FDJ・ビッグマット）に移籍。
- パリ〜ニース 山岳賞

2012年
- レ・ブークル・デュ・スュド・アルデシュ 優勝

2013年、ソジャサンに移籍。
2014年、1月に引退表明。